# Russische Fußballnationalmannschaft der Frauen/Europameisterschaften
Der Artikel beinhaltet eine ausführliche Darstellung der russischen Fußballnationalmannschaft der Frauen bei Europameisterschaften und den Qualifikationen dazu. Die russische Mannschaft trat 1992 die Nachfolge der UdSSR an, die erstmals an der Qualifikation für die EM 1993 teilnahm, nach einem Spiel aber von der russischen Mannschaft abgelöst wurde. Seitdem nahm Russland immer an der Qualifikation teil und konnte sich für sechs Endrunden qualifizieren, scheiterte aber immer in der Vorrunde. 2017 konnte erstmals ein Spiel gewonnen werden. Als die Endrunde noch mit vier Mannschaften bzw. als Finalrunde mit vier Mannschaften ausgetragen wurde, scheiterte Russland zweimal im Viertelfinale. Von allen Mannschaften mit fünf oder mehr Endrundenteilnahmen belegt die Mannschaft den schlechtesten Platz.

## Übersicht
| Jahr | Gastgeberland     | Teilnahme bis...   | Gegner                         | Ergebnis | Trainer/in        | Bemerkungen und Besonderheiten |
| ---- | ----------------- | ------------------ | ------------------------------ | -------- | ----------------- | --- |
| 1984 | keine Endrunde    | nicht teilgenommen |                                | -        |                   | Teil der UdSSR, die erst 1990 das erste Spiel bestritt. |
| 1987 | Norwegen          | nicht teilgenommen |                                | -        |                   | Teil der UdSSR, die erst 1990 das erste Spiel bestritt. |
| 1989 | Deutschland       | nicht teilgenommen |                                | -        |                   | Teil der UdSSR, die erst 1990 das erste Spiel bestritt. |
| 1991 | Dänemark          | nicht teilgenommen |                                | -        |                   | Teil der UdSSR, die nicht teilnahm. |
| 1993 | Italien           | nicht qualifiziert |                                | -        |                   | Im Viertelfinale an Titelverteidiger Deutschland gescheitert |
| 1995 | keine Endrunde    | nicht qualifiziert |                                | -        |                   | Im Viertelfinale wieder am späteren Sieger Deutschland gescheitert |
| 1997 | Norwegen/Schweden | Vorrunde           | Schweden, Frankreich, Spanien  | -        | Juri Bystristsky  | Ohne Punktgewinn als Gruppenletzte ausgeschieden. |
| 2001 | Deutschland       | Vorrunde           | Deutschland, England, Schweden | -        | Juri Bystristsky  | |
| 2005 | England           | nicht qualifiziert |                                | -        |                   | In den Playoffs an Finnland gescheitert, das sich damit erstmals qualifizierte. |
| 2009 | Finnland          | Vorrunde           | England, Italien, Schweden     | -        | Igor Schalimow    | Ohne Punktgewinn als Gruppenletzte ausgeschieden. |
| 2013 | Schweden          | Vorrunde           | England, Frankreich, Spanien   | -        | Sergei Lawrentjew | Durch Losentscheid als Gruppendritter ausgeschieden. |
| 2017 | Niederlande       | Vorrunde           | Italien, Schweden, Deutschland | -        | Jelena Fomina     | Erster Sieg bei einer EM-Endrunde |
| 2022 | England           | suspendiert        |                                |          |                   | Qualifiziert über die Play-offs der Gruppenzweiten Gegner bei der Endrunde sollten Titelverteidiger Niederlande, Schweden und die Schweiz sein. Am 28. Februar 2022 aufgrund des Überfalls auf die Ukraine von der UEFA ausgeschlossen. Am 2. Mai wurde Russland durch Portugal ersetzt, das die Russinnen in den Play-Offs besiegt hatten. |
| 2025 | Schweiz           | nicht zugelassen   |                                |          |                   | |

## Die Turniere

### EM 1984 bis 1991
Für die ersten Europameisterschaften hatte die UdSSR keine Mannschaft gemeldet.

### EM 1993 in Italien
An der Qualifikation für die EM 1993 nahmen schon 23 Mannschaften teil, darunter auch erstmals die UdSSR. Gegner waren Ungarn und Bulgarien. Das erste Qualifikationsspiel am 6. Oktober 1991 gegen Ungarn – ein 2:1-Sieg – war dann auch gleichzeitig das letzte Spiel der sowjetischen Mannschaft (die FIFA zählt es aber schon als Spiel der russischen Mannschaft). Als Mannschaft der Gemeinschaft unabhängiger Staaten bestritt sie dann zwar noch einige Freundschaftsspiele, die nächsten Qualifikationsspiele wurden dann aber von der russischen Mannschaft bestritten, die ihre Nachfolge antrat. So war dann das zweite Qualifikationsspiel gegen Ungarn am 17. Mai 1992 – ein torloses Remis – gleichzeitig das erste Spiel der russischen Mannschaft. Da auch beide Spiele gegen Bulgarien gewonnen wurden, war Russland für das Viertelfinale qualifiziert und traf erstmals auf Titelverteidiger Deutschland. In Moskau verloren die Russinnen mit 0:7 – bis 2013 ihre höchste Niederlage. Beim Rückspiel konnten sie dagegen ein torloses Remis halten, waren damit aber ausgeschieden. Deutschland verlor dann bei der Endrunde seinen Titel.

### EM 1995
Bereits zwei Monate nach dem Finale begann mit nun 29 Mannschaften die Qualifikation für die nächste Europameisterschaft, die wieder und letztmals ohne Endrunde ausgetragen wurde. Russland traf auf Polen, Rumänien und die Ukraine, die ebenfalls aus der UdSSR hervorgegangen war und für die das erste Qualifikationsspiel gegen Russland das erste Länderspiel war. Nach dem Sieg in der Ukraine musste sich Russland zwar mit Remis in Rumänien und gegen Polen begnügen, gewann dann aber die restlichen Spiele und wurde damit wieder Gruppensieger. Im Viertelfinale trafen die Russinnen wieder auf Deutschland und spielten wieder zuerst daheim. Mit 0:1 fiel die Niederlage diesmal glimpflicher aus, dafür wurde das Rückspiel mit 0:4 verloren. Deutschland wurde dann bei der Finalrunde erneut Europameister, Russland hatte aber durch die Viertelfinalniederlage auch die Qualifikation für die zweite WM in Schweden verpasst.

### EM 1997 in Norwegen und Schweden
Elf Monate nach dem Viertelfinalaus begann für Russland die Qualifikation für die nächste EM-Endrunde für die nun schon 34 Mannschaften gemeldet hatten und die erstmals mit acht Mannschaften ausgetragen wurde. Auf Grund der unterschiedlichen Spielstärke der gemeldeten Mannschaften wurde die Qualifikation in zwei Kategorien eingeteilt. Die 16 stärksten Mannschaften, zu denen auch Russland gehörte, spielten um die direkte Qualifikation, die 18 schwächeren Mannschaften um die Möglichkeit bei der nächsten Qualifikation in der höheren Kategorie zu spielen. Im ersten Spiel traf Russland erstmals auf Island und gewann mit 4:1. Weitere Gegner waren Frankreich und die Niederlande, gegen die es in den ersten Spielen nur zu Remis reichte und das Heimspiel gegen die Niederlande sogar verloren wurde. Mit Siegen in Frankreich und gegen Island konnte dann aber noch der erste Platz gesichert werden. Damit war Russland erstmals für die Endrunde qualifiziert. Frankreich gelang dies dann auch in den Playoffs, während Island in den Playoffs an Deutschland scheiterte.
Bei der erstmals mit einer Gruppenphase durchgeführten Endrunde, die in Norwegen und Schweden stattfand, spielte Russland ausschließlich in Schweden und traf im ersten Spiel auf Co-Gastgeber Schweden. Mit 1:2 verloren die Russinnen ihr erstes Endrundenspiel, wobei Larissa Sawina in der 80. Minute zwar mit dem ersten Endrundentor für die Russinnen den Ausgleich erzielen konnten, die Schwedinnen aber zwei Minuten später konterten. Im zweiten Spiel trafen sie auf Qualifikationsgegner Frankreich, der auch zum ersten Mal an der Endrunde teilnahm, und verloren mit 1:3, wobei diesmal Irina Grigorjewa den zwischenzeitlichen Ausgleich erzielte. Damit waren die Russinen bereits vor dem letzten Spiel gegen den dritten Neuling dieser Gruppe ausgeschieden, verloren dann aber auch dieses Spiel gegen Spanien mit 0:1. Für Spanien bedeutete dieser Sieg aber den Einzug ins Halbfinale, da sie gegenüber den punktgleichen Französinnen die bessere Tordifferenz hatten. Im Halbfinale verloren sie dann aber gegen Italien während Schweden seinerseits gegen Titelverteidiger Deutschland verlor, der dann im Finale gegen Italien den Titel erfolgreich verteidigte.

### EM 2001 in Deutschland
In der Qualifikation für die EM 2001 spielten die Russinnen wieder in der höheren Kategorie und trafen auf Dänemark, Finnland und erstmals die Bundesrepublik Jugoslawien. Russland gewann alle sechs Spiele und wurde souverän Gruppensieger.
Bei der Endrunde in Deutschland gelang im ersten Gruppenspiel gegen England mit einem 1:1 der erste Punktgewinn bei einer Endrunde, wobei Alexandra Swetlitskaja den Ausgleichstreffer erzielte. Im zweiten Spiel gegen Gastgeber Deutschland konnte 42 Minuten lang das 0:0 gehalten werden, dann folgten fünf Tore für den Titelverteidiger und damit die höchste Endrundenniederlage der Russinnen. Gegen Schweden zogen sich die Russinnen mit 0:1 zwar achtbar aus der Affäre, waren aber wieder ausgeschieden. Schweden und Deutschland trafen dann im Finale wieder aufeinander und Deutschland konnte erneut den Titel verteidigen.

### EM 2005 in England
Für die EM 2005 wurde der Gastgeber erstmals vorab festgelegt und England erhielt den Zuschlag für die Austragung. In der Kategorie A spielten diesmal 20 Mannschaften in vier Fünfergruppen und Russland traf auf alte Bekannte: Frankreich, Island, Ungarn und Polen. Die Russinnen starteten mit einem 6:0 gegen Polen, erreichten dann gegen Island aber nur ein 1:1. Nach einem Sieg in Ungarn, reichte es in Polen auch nur zu einem 1:1 und dann wurde sogar das Heimspiel gegen die Französinnen mit 0:3 verloren. Zwar gewann Russland dann die restlichen Spiele – u. a. mit 5:2 in Frankreich – belegte aber nur noch den zweiten Platz, da die Französinnen ansonsten alle anderen Spiele gewonnen hatten. Russland musste daher in die Playoffs gegen Finnland, das in seiner Gruppe nur Dritter geworden war, und verlor beide Spiele, wodurch sich Finnland erstmals für die Endrunde qualifizieren konnte und dort bis ins Halbfinale vorstieß.

### EM 2009 in Finnland
Die EM 2009 fand in Finnland statt. Erstmals nahmen zwölf Mannschaften am Turnier teil. Geändert wurde auch der Qualifikationsmodus. Die 1. Qualifikationsrunde bestritten nur die 20 schwächsten Nationalmannschaften. Russland musste erst in der zweiten Runde eingreifen und traf in einer Fünfergruppe auf Vizeeuropameister Norwegen, Israel und Polen sowie erstmals auf Österreich. Die Russinnen konnten nur gegen die Norwegerinnen nicht gewinnen (0:3 und 0:0) und wurden damit Gruppenzweite. Damit mussten sie wieder in die Playoff und trafen auf Schottland. Nach einem 3:2-Auswärtssieg verloren sie zwar das Heimspiel mit 1:2, waren aufgrund der mehr erzielten Auswärtstore aber für die Endrunde qualifiziert. Österreich verpasste als schlechtester Gruppendritter die Playoffs.
Bei der Endrunde verlor Russland das Auftaktspiel gegen Schweden mit 0:3. Im zweiten Spiel gegen England gingen die Russinnen zwar mit 2:0 in Führung, verloren dann aber noch mit 2:3. Mit einem Sieg gegen Italien im letzten Gruppenspiel bei gleichzeitiger Niederlage von England gegen Schweden, hätten sich die Russinnen aber noch für die K.-o.-Runde qualifizieren können. Aber weder verlor England gegen Schweden, noch konnte Russland gegen Italien gewinnen. Im Gegenteil mit 0:2 wurde auch das Spiel gegen die Italienerinnen verloren. Damit schied Russland wieder als Gruppenletzter aus. England konnte dann als bester Gruppendritter sogar das Finale erreichen, verlor dies aber mit 2:6 gegen Titelverteidiger Deutschland.

### EM 2013 in Schweden
Die EM 2013 fand zum zweiten Mal in Schweden statt. Wieder wurde die Qualifikation von den schwächeren Mannschaften begonnen, diesmal aber nur von den acht schwächsten Teams. Russland musste wieder erst in der zweiten Runde eingreifen und traf auf Italien, Polen und Griechenland sowie erstmals Bosnien & Herzegowina und Mazedonien, das sich über die Vorqualifikation einen Platz in der Hauptqualifikation gesichert hatte. Russland gewann das erste Spiel in Polen mit 2:0, das dann aber am grünen Tisch sogar mit 3:0 gewertet wurde. Von den folgenden Spielen verlor Russland nur beide Spiele gegen Italien und gab noch am letzten Spieltag gegen Polen einen Punkt ab. Alle anderen Spiele wurden gewonnen, was aber nur zum zweiten Platz reichte. Damit musste Russland wieder in die Playoffs und traf dabei auf Österreich. Nach einem 2:0 in Österreich reichte das 1:1 im Rückspiel um die Endrunde zu erreichen.
Bei der Endrunde traf Russland dann im ersten Spiel auf Titelfavorit Frankreich und verlor mit 1:3. Im zweiten Spiel gegen England gelang ein 1:1 und so endete dann auch das dritte Spiel gegen Spanien. Damit hatte Russland zwar erstmals zwei Punkte bei der Endrunde gewonnen und war Gruppendritter, als schlechtester Gruppendritter aber wieder ausgeschieden.

### EM 2017 in den Niederlanden
Die EM 2017 fand in den Niederlanden und erstmals mit 16 Mannschaften statt. Russland traf in der Qualifikation auf Titelverteidiger Deutschland, Kroatien, Ungarn und erstmals auf die Türkei. Russland griff als letzte Mannschaft in die Qualifikation ein und verlor das erste Spiel in Deutschland mit 0:2. Kurz vor dem ersten Spiel hatte Jelena Fomina, die 2001 und 2005 als Spielerin an der Endrunde teilgenommen hatte, die Mannschaft als Trainerin übernommen. Russland konnte sich als sechstbester Gruppenzweiter für die EM qualifizieren, wobei die um ein Tor bessere Toranzahl gegenüber den punkt- und tordifferenzgleichen Rumäninnen entscheidend war, die in den Playoffs der beiden schlechtesten Gruppenzweiten gegen Portugal um das letzte EM-Ticket kämpften, aber aufgrund der Auswärtstorregel die Endrunde verpassten.
Für die Auslosung der Endrundengruppen am 8. November 2016 wurden die Russinnen Topf 4 zugeordnet und der Gruppe B mit Titelverteidiger und Qualifikationsgegner Deutschland, Italien und Schweden zugelost, womit dies die einzige Gruppe ohne Neuling und ohne Nachbarschaftsduell war. Die Russinnen starteten mit einem 2:1-Sieg gegen Italien und gewannen damit erstmals ein EM-Endrundenspiel. Nach zwei 0:2-Niederlagen gegen die beiden Finalisten der letzten Olympischen Spiele schieden sie aber wie zuvor nach der Gruppenphase aus. Mit nun insgesamt neun Spielen und zwei Toren ist Jelena Morosowa russische EM-Rekordspielerin und -torschützin. Durch den Sieg und die Aufstockung des Teilnehmerfeldes auf 16 Mannschaften, wodurch fünf Mannschaften erstmals teilnahmen konnten die Russinnen den 13. und letzten Platz verlassen und liegen nun auf dem 12. Platz der ewigen Rangliste.

### EM 2022 in England
In der Qualifikation für die eigentlich für 2021 terminierte EM-Endrunde trafen die Russinnen auf Titelverteidiger Niederlande, der den Aufschwung durch den zweiten Platz bei der WM 2019 bestätigt hatte, und gegen den die Russinnen beide Spiele verloren. Da sie aber die Spiele gegen die anderen Gruppengegner Slowenien, das Kosovo, die Türkei und Estland gewannen, wurden sie Gruppenzweite. Weil aber fünf andere Gruppenzweite in einem Spiel gegen den jeweiligen Gruppensieger mindestens ein Remis erreicht hatten, waren die Russinnen nur sechstbeste Gruppenzweite und mussten in die Play-offs um einen der drei letzten Endrundenstartplätze. Im Dezember 2020 löste Juri Krasnoschan nach den Gruppenspielen Jelena Fomina als Nationaltrainer ab, da der russische Verband es nicht für vereinbar hielt, dass sie zudem Lokomotive Moskau trainierte. In den Play-offs trafen sie im April 2021 auf Portugal, gegen das sie sich mit einem 1:0-Auswärtssieg und einem torlosen Heimremis durchsetzen konnten. Bei der Auslosung am 28. Oktober 2021 wurde Russland in die Gruppe mit Titelverteidiger Niederlande, Schweden und der Schweiz gelost. Nach dem am 24. Februar 2024 begonnenen Überfall auf die Ukraine wurden die russischen Mannschaften aber am 28. Februar 2022 von der UEFA und FIFA von allen Wettbewerben ausgeschlossen. Russland wurde schließlich am 2. Mai durch Portugal ersetzt. Durch die Nichtteilnahme fielen die Russinnen in der ewigen Rangliste um zwei Plätze.

### EM 2025 in der Schweiz
Aufgrund des andauernden Überfalls auf die Ukraine ist die russische Mannschaft von der Qualifikation ausgeschlossen worden.

## Statistiken
Sämtliche Statistiken umfassen nur die Europameisterschaften, bei denen tatsächlich eine Endrunde stattgefunden hat. Die Europameisterschaft 1995 wird also nicht berücksichtigt.

### Spielerinnen mit den meisten Einsätzen bei Europameisterschaften
| Spiele | Spieler                                                      | Jahr (Spiele)                |
| ------ | ------------------------------------------------------------ | ---------------------------- |
| 9      | Jelena Morosowa (Елена Игоревна Морозова)                    | 2009 (3), 2013 (3), 2017 (3) |
| 7      | Tatjana Skotnikowa (Татьяна Викторовна Скотникова)           | 2001 (3), 2009 (3), 2013 (1) |
|        | Jekaterina Sotschnewa (Екатерина Александровна Сочнева)      | 2009 (1), 2013 (3), 2017 (3) |
| 6      | Natalja Barbaschina (Наталья Леонидовна Барбашина)           | 1997 (1), 2001 (3), 2009 (2) |
|        | Marina Burakowa (Марина Викторовна Буракова)                 | 1997 (3), 2001 (3)           |
|        | Jelena Fomina (Елена Александровна Фомина)                   | 2001 (3), 2005 (3)           |
|        | Irina Grigorjewa (Ирина Олеговна Григорьева)                 | 1997 (3), 2001 (3)           |
|        | Tatjana Jegorowa (Татьяна Владимировна Егорова) †            | 1997 (3), 2001 (3)           |
|        | Galina Komarowa (Галина Васильевна Комарова)                 | 1997 (3), 2001 (3)           |
|        | Swetlana Petko (Светлана Петровна Петько)                    | 1997 (3), 2001 (3)           |
|        | Olga Petrowa (Ольга Евгеньевна Петрова)                      | 2009 (3), 2013 (3)           |
|        | Walentina Sawtschenkowa (Валентина Александровна Савченкова) | 2009 (3), 2013 (3)           |
|        | Alexandra Swetlizkaja (Александра Яковлевна Светлицкая)      | 1997 (3), 2001 (3)           |
|        | Xenija Zybutowitsch (Ксения Геннадьевна Цыбутович)           | 2009 (3), 2013 (3)           |
| 4      | Olessja Kurotschkina (Олеся Анатольевна Курочкина)           | 2009 (3), 2013 (1)           |
|        | Darja Makarenko (Дарья Макаренко)                            | 2013 (1), 2017 (3)           |
|        | Oxana Schmatschkowa (Оксана Анатольевна Шмачкова)            | 2001 (2), 2009 (2)           |
|        | Jelena Terechowa (Елена Юрьевна Терехова)                    | 2009 (1), 2013 (3)           |
|        | Elwira Todua (Эльвира Зурабовна Тодуа)                       | 2009 (1), 2013 (3)           |

Stand: 25. Juli 2017 (noch aktive Spielerinnen sind fett markiert)

### Spielerinnen mit den meisten Toren bei Europameisterschaften
| Tore | Spieler                                      | Jahr (Tore)                  |
| ---- | -------------------------------------------- | ---------------------------- |
| 2    | Jelena Morosowa                              | 2009 (0), 2013 (1), 2017 (1) |
| 1    | Jelena Danilowa (Елена Данилова)             | 2017 (1)                     |
|      | Irina Grigorjewa                             | 1997 (1), 2001 (0)           |
|      | Nelli Korowkina (Нелли Витальевна Коровкина) | 2013 (1)                     |
|      | Olessja Kurotschkina                         | 2009 (1), 2013 (0)           |
|      | Larissa Sawina (Лариса Анатольевна Савина)   | 1997 (1)                     |
|      | Alexandra Swetlizkaja                        | 1997 (0), 2001 (1)           |
|      | Jelena Terechowa                             | 2009 (0), 2013 (1)           |
|      | Xenija Zybutowitsch                          | 2009 (1), 2013 (0)           |

Stand: 25. Juli 2017

## Endrunden-Spiele
Die Russinnen bestritten bisher 15 Endrunden-Spiele, wovon eins gewonnen wurde, drei remis endeten und elf verloren wurden. Kein Spiel musste verlängert werden. Zweimal spielten die Russinnen gegen die Gastgeberinnen und zweimal gegen den Titelverteidiger. Häufigste Gegner waren Schweden (4 Spiele plus ein weiteres Spiel 2022) und England (3). Gegen alle anderen Gegner spielten die Russinnen zweimal. Dabei spielten die Russinnen gegen alle Mannschaften der europäischen Verbände, deren Männer schon einmal Weltmeister wurden und ansonsten nur gegen Schweden. 2022 wurde sie erstmals bei der Endrunde gegen die Niederlande und die Schweiz gespielt.
| Nr. | Datum      | Ergebnis    | Gegner      | Austragungsort   | Anlass       | Bemerkung                  |
| --- | ---------- | ----------- | ----------- | ---------------- | ------------ | -------------------------- |
| 1   | 29.06.1997 | 1:2         | Schweden    | Karlstad (SWE)   | Gruppenspiel |                            |
| 2   | 02.07.1997 | 1:3         | Frankreich  | Karlstad (SWE)   | Gruppenspiel |                            |
| 3   | 05.07.1997 | 0:1         | Spanien     | Karlskoga (SWE)  | Gruppenspiel |                            |
| 4   | 24.06.2001 | 1:1         | England     | Jena (DEU)       | Gruppenspiel | Erstes Spiel gegen England |
| 5   | 27.06.2001 | 0:5         | Deutschland | Erfurt (DEU)     | Gruppenspiel |                            |
| 6   | 30.06.2001 | 0:1         | Schweden    | Erfurt (DEU)     | Gruppenspiel |                            |
| 7   | 25.08.2009 | 0:3         | Schweden    | Turku (FIN)      | Gruppenspiel |                            |
| 8   | 28.08.2009 | 2:3         | England     | Helsinki (FIN)   | Gruppenspiel |                            |
| 9   | 31.08.2009 | 0:2         | Italien     | Helsinki (FIN)   | Gruppenspiel |                            |
| 10  | 12.07.2013 | 1:3         | Frankreich  | Norrköping (SWE) | Gruppenspiel |                            |
| 11  | 15.07.2013 | 1:1         | England     | Linköping (SWE)  | Gruppenspiel |                            |
| 12  | 18.07.2013 | 1:1         | Spanien     | Norrköping (SWE) | Gruppenspiel |                            |
| 13  | 17.07.2017 | 2:1         | Italien     | Rotterdam (NLD)  | Gruppenspiel |                            |
| 14  | 21.07.2017 | 0:2         | Schweden    | Deventer (NLD)   | Gruppenspiel |                            |
| 15  | 25.07.2017 | 0:2         | Deutschland | Utrecht (NLD)    | Gruppenspiel |                            |
|     | 09.07.2022 | suspendiert | Schweiz     | Leigh (ENG)      | Gruppenspiel |                            |
|     | 13.07.2022 | suspendiert | Niederlande | Leigh (ENG)      | Gruppenspiel |                            |
|     | 17.07.2022 | suspendiert | Schweden    | Leigh (ENG)      | Gruppenspiel |                            |

Anmerkungen: Fett gedruckte Mannschaften gingen als Titelverteidiger in das Turnier.

## Negativrekorde
- Bis 2013 einziger Endrundenteilnehmer ohne Endrundensieg
- Bis zum 19. Juli 2017 höchste Niederlage bei einer Endrunde: Russland gegen Deutschland am 27. Juni 2001 - 0:5 (ebenso Dänemark gegen Norwegen am 30. Juni 1997 und Finnland gegen Schweden am 13. Juli 2013)
- Bis 2013 letzter Platz in der Endrundenrangliste
- Höchste Niederlage in einer K.o.-Runde: Russland gegen Deutschland am 11. Oktober 1992 - 0:7